# Болдыков, Андрей Сергеевич
Андрей Сергеевич Болдыков (род. 4 октября 1983 года, Таштагол) — российский сноубордист, выступавший в сноуборд-кроссе, победитель одного этапа Кубка мира, многократный чемпион России, участник Олимпийских игр 2010 и 2014 годов. Мастер спорта России международного класса.

## Биография
Андрей Болдыков родился 4 октября 1983 года в Таштаголе Кемеровской области. Его мать Тамара Болдыкова была тренером по беговым лыжам, потом по горным, потом по сноуборд-кроссу. Сначала Андрей занимался горными лыжами, а с 14 лет начал тренировки на сноуборде. Среди всех дисциплин сноуборда он предпочитает бордеркросс, который даёт ощущение борьбы и больший выброс адреналина, чем слалом. С 2002 года Андрей Болдыков живёт в Красноярске, выступает за Центральный спортивный клуб «Локомотив».
Его старшая сестра Светлана тоже сноубордистка, многократная чемпионка России, призёр чемпионата мира.
В 2014 году окончил Институт физической культуры, спорта и туризма Сибирского федерального университета.

### Олимпиады
В 2006 году Андрей Болдыков должен был принять участие в первых олимпийских соревнованиях по бордеркроссу в составе сборной России, но из-за травмы не смог поехать в Турин.
В 2010 году Андрей стал первым российским сноубодистом, выступившим на Олимпиаде в бордеркроссе. Квалифицировавшись с 20-м результатом, в 1/8 он в упорной борьбе занял первое место в своём заезде. В четвертьфинале по итогам фотофиниша он занял третье место в заезде и не прошёл в полуфинал.

## Призовые места на этапах кубка мира

### 1-е место
- 19 января 2012, Вейзонна, Швейцария

### 2-е место
- 16 марта 2012, Вальмаленко, Италия

## Зачёт кубка мира

### Общий зачёт
- 2005/06 — 187-е место (235 очков)
- 2006/07 — 299-е место (17 очков)
- 2009/10 — 162-е место (265 очков)
- 2010/11 — 54-е место (710 очков)

### Зачёт Кубка мира по сноуборду в параллельных видах
- 2004/05 — 83-е место (22 очка)
- 2005/06 — 76-е место (33 очка)

### Зачёт Кубка мира по сноуборду в сноубордкроссе

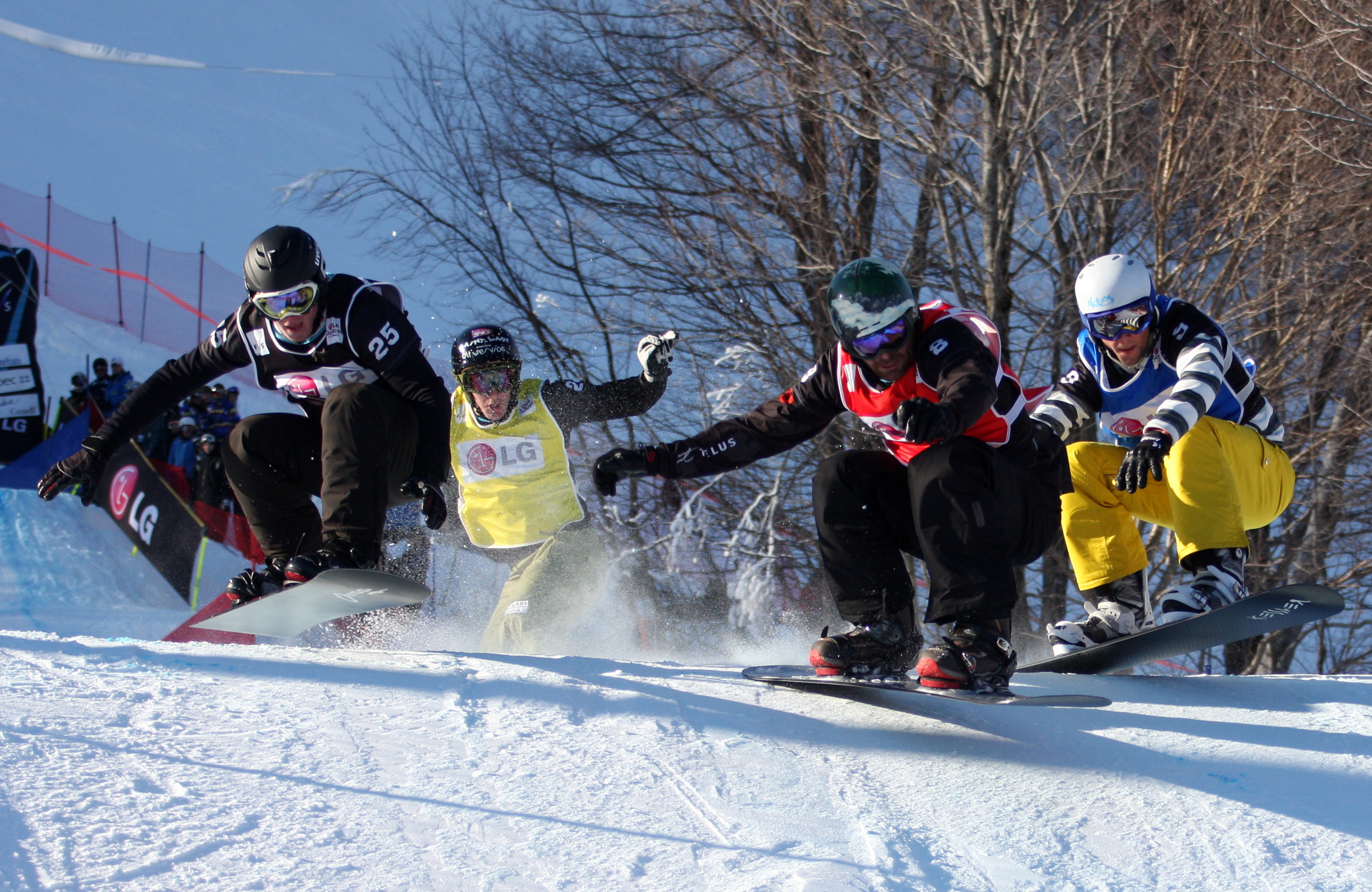
Андрей Болдыков (крайний слева) на этапе Кубка мира в Стоунхеме 21 января 2010

- 2005/06 — 48-е место (201 очко)
- 2006/07 — 64-е место (17 очков)
- 2009/10 — 38-е место (235 очков)
- 2010/11 — 27-е место (710 очков)
- 2011/12 — 2-е место (2930 очков)

## Спортивные достижения
- Олимпиада 2010 — 15 место.
- Чемпионат мира — 3 старта в бордеркроссе:
  - 2007 — 55 место,
  - 2009 — 35 место,
  - 2011 — 32 место.
- На этапах Кубка мира одержал одну победу, один раз был вторым. Лучший результат — 27 место в бордекроссе (сезон 2010—2011).
- На этапах Кубка Европы одержал три победы, один раз был вторым. Лучший результат — 5 место в бордекроссе (сезон 2009—2010).
- Универсиады:
  - 2005 — 5 место (параллельный гигантский слалом)
  - 2007 — серебро (бордеркросс)
  - 2011 — 4 место (бордеркросс)
- Старты ФИС — участвует с 2003 года, 2 победы одержал в бордеркроссе (2006, 2011), 1 победа в параллельном слаломе (2004), третье место в параллельном гигантском слаломе (2005)[5].
- Чемпионат России — шестикратный чемпион в бордеркроссе (2006—2011), чемпион в параллельном слаломе (2004), серебряный призёр в бордкроссе (2004, 2005) и в параллельном гигантском слаломе (2007), бронзовый призёр в параллельном гигантском слаломе и параллельном слаломе (2006)[2][6].